# Akodon neocenus
Akodon neocenus es una especie de roedor de la familia Cricetidae.

## Distribución geográfica
Se encuentra sólo en Argentina. 